# Industriebahn Nievenheim-Zons
Die Industriebahn Nievenheim-Zons ist im Güterverkehr auf dem Gebiet der heutigen Stadt Dormagen tätig.

## Geschichte
Bereits vor dem Ersten Weltkrieg gab es Überlegungen, eine Kleinbahn zur Erschließung eines neuen Industriegebietes im Bereich der damaligen Stadt Zons und der Bürgermeisterei Nievenheim in der Nähe der Bundesstraße 9 und des Rheins anzulegen. Schon 1911 konnten die Pläne teilweise umgesetzt werden. Die Firma Höttger & Waldhausen, Frankfurt gedachte auf einem 100 Hektar großen Gelände ein Imprägnierwerk aufzubauen. Zusammen mit der Gemeinde Nievenheim und der Stadt Zons gründete sie die Industriebahn Nievenheim-Zons. Noch 1911 konnte mit dem Bau der Bahnanlagen begonnen werden. Im selben Jahr erfolgte der Anschluss der neu entstandenen Firmen Nievenheimer Steinzeugwerke, Nievenheimer Industrieziegelei und Rheinisch-Nassauische Bergwerks- und Hütten AG – letztere war seit 1926 im Besitz der Stolberger Zink AG für Bergbau und Hüttenbetrieb.
Nachdem die Verbindungsstrecke zum Bahnhof Nievenheim fertiggestellt worden war, konnte die Industrieanschlussbahn am 12. Oktober 1912 ihren Bring- und Abholdienst beginnen. In den folgenden Jahren kamen weitere Anschlussnehmer hinzu, allerdings kam das Unternehmen nach dem Ersten Weltkrieg in wirtschaftliche Schwierigkeiten. Daraufhin schlossen sich die Anschlussnehmer zu einer Betriebsgemeinschaft zusammen und gründeten 1924 eine GmbH. 1925 war die Firma Höttger & Waldhausen in die Rütgerswerke AG übergegangen. Diese verkauften 1927 ihre Anteile an die Gemeinde Nievenheim und an die Stadt Zons, die damit je zur Hälfte alleinige Anteilseigner waren.
1928 errichtete die Gesellschaft in Delrath einen Lokomotivschuppen für zwei Lokomotiven. Zwei Jahre später entstanden einige weitere Räumlichkeiten für die Geschäftsführung des Unternehmens. Am 31. Dezember 1931 wurde die 1924 gegründete GmbH von der Betriebsgemeinschaft gelöst, und die Industriebahn Nievenheim-Zons übernahm den Bahnbetrieb wieder selber. Der wirtschaftliche Aufschwung, der sich nun bei der kleinen Bahn zeigte, setzte sich fort: 1934 wurde eine zweite Lokomotive angeschafft, und 1939 wurde ein Beförderungsrekord verzeichnet, der erst 1983 überstiegen wurde. Kurz vor Ende des Zweiten Weltkrieges musste der Betrieb wegen feindlicher Bombenangriffe auf die Bahnanlagen eingestellt werden.

### Ab 1945
Die Kriegsschäden konnten rasch beseitigt werden, und die Industriebahn musste 1945 ihre Fahrzeuge der Reichsbahn auf Druck der Militärregierung unentgeltlich zur Verfügung stellen. 1946 konnte die Bahn ihren Betrieb wieder regelmäßig aufnehmen. Waren 1945 nur 1.176 Waggons transportiert worden, so waren es 1946 sogar 3.758 Waggons. 1950 wurde der erste Nachkriegsrekord mit 18.335 Waggons und 345.651 Tonnen befördertem Frachtgut aufgestellt.
In den 1960er Jahren konnte die Industriebahn Nievenheim-Zons unter anderem mit der Vereinigten Aluminium Werke AG, der Alu-Norf GmbH und der Landprodukte-Firma Schillings neue Kunden gewinnen. Ein neues technisches Zeitalter wurde am 1. Oktober 1962 mit der Elektrifizierung des Übergabebahnhofes Nievenheim eingeläutet. So erhielt die Industriebahn Nievenheim-Zons 1965 ihre erste Diesellokomotive. Zwei Jahre später folgte eine zweite Diesellokomotive.
Mit der kommunalen Neugliederung im Jahre 1975 kamen die Stadt Zons und die Gemeinde Nievenheim an die Stadt Dormagen, die zu 100 % Alleineigentümerin der Bahn ist. 1980 konnte die Industriebahn mit der AEG Telefunken einen weiteren Großkunden gewinnen. 1984 übertraf die Industriebahn mit 580.180 Tonnen das Ergebnis von 1939 mit 524.272 Tonnen, und 1986 besaß sie 15 angeschlossene Kunden. Im gleichen Jahr feierte das wirtschaftlich floriende Unternehmen sein 75-jähriges Bestehen.
1992 erfolgte die Erweiterung des Lokomotivunterstandes in Delrath, und ein neues Verwaltungsgebäude wurde gebaut.

## Verkehrsgesellschaft Dormagen mbH (VGD)
Am 1. Juli 1995 wurde die Verkehrsgesellschaft Dormagen mbH (VGD) gegründet. Dieser gehören die Industriebahn Zons-Nievenheim und der StadtBus Dormagen an. Die Gesellschafterversammlung der Industriebahn Zons-Nievenheim GmbH ging in das neue Aufsichtsgremium, den städtischen Ausschuss der Verkehrsgesellschaft Dormagen mbH (VGD-Ausschuß), über.
In den 1990er Jahren erhielt die Industriebahn Zons-Nievenheim eine dritte Diesellokomotive.
Die Marke von einer Million Jahrestonnage wurde im Jahr 2003 überschritten.

## Häfen und Güterverkehr Köln AG
Im Jahr 2005 wurde die Industriebahn an die Häfen und Güterverkehr Köln AG (HGK) verkauft, um einem voraussichtlichen Defizit von 5,3 Millionen Euro im Stadthaushalt entgegenzuwirken.
Neun Züge werden pro Tag auf der etwa zehn Kilometer langen Strecke gefahren. Mit sieben Mitarbeitern werden so mehr als 40.000 Güterwagen im Jahr befördert. (Stand 2010)